# ARM Cortex-A35
Az ARM Cortex-A35 az ARMv8 utasításkészlet-architektúra 64 bites változatának egy megvalósítása, 
az ARM egy nagyon alacsony fogyasztású processzorterve. 
Különlegessége, hogy 64 és 32 bites üzemmódban is képes dolgozni, így mindkét végrehajtási állapot előnyeit kihasználhatja.
Ezt a mikroarchitektúrát szintetizálható IP-magként tervezik, és más félvezetőgyártó cégeknek értékesítik, hogy azok saját chipjeikbe integrálva felhasználják.
Megjelenése után rövid idővel jelentették be az ARM Cortex-A32-es processzort, ami csak 32 bites üzemmódban működik.
Ennek egyik megvalósítása a Fuzhou Rockchip audiofolyamatokat és egyéb digitális multimédiás alkalmazásokat megcélzó RK3308 négy magos alkalmazásprocesszora, amellyel szorosan együttműködhet a RK1808 NPU.

## Jellemzők
| Architektúra                    | 64 bites ARMv8-A, AArch64 és AArch32 |
| Többmagos kialakítás            | 1–4-szeres szimmetrikus többprocesszoros feldolgozás (SMP) egyetlen processzorklaszteren belül; több koherens SMP processzorklaszter összekapcsolható az AMBA 4 technológián keresztül |
| ISA támogatás                   | - AArch32 az ARMv7-tel való teljes visszafelé kompatibilitás érdekében - AArch64 64 bites támogatás és új architekturális funkciók céljára - TrustZone biztonsági technológia - NEON fejlett SIMD - DSP és SIMD bővítmények - VFPv4 lebegőpontos utasítások - Hardveres virtualizáció támogatása |
| Futószalag                      | sorrendi végrehajtású 8 fokozatú |
| L1 utasítás- / adat-gyorsítótár | 8 KiB – 64 KiB |
| L2 gyorsítótár                  | 128 KiB – 1 MiB |

## Fordítás
Ez a szócikk részben vagy egészben  az   ARM Cortex-A35 című francia Wikipédia-szócikk ezen változatának fordításán alapul.  Az eredeti cikk szerkesztőit annak laptörténete sorolja fel. Ez a jelzés csupán a megfogalmazás eredetét és a szerzői jogokat jelzi, nem szolgál a cikkben szereplő információk forrásmegjelöléseként.